# Lekvattnets distrikt
Lekvattnets distrikt är ett distrikt i Torsby kommun och Värmlands län. Distriktet ligger omkring Lekvattnet i nordvästra Värmland och gränsar till Norge.

## Tidigare administrativ tillhörighet
Distriktet inrättades 2016 och utgörs av Lekvattnets socken i Torsby kommun.
Området motsvarar den omfattning Lekvattnets församling hade vid årsskiftet 1999/2000.

## Tätorter och småorter
I Lekvattnets distrikt finns en småort men inga tätorter. 

### Småorter
- Lekvattnet